# HAŠK Zagreb
Hrvatski akademski športski klub sau HAŠK Zagreb a fost un club profesionist de fotbal din Zagreb, Croația care a evoluat cu precădere în Prima Ligă Iugoslavă. În anul 1945 clubul a fost desființat.

## Palmares
- Prima Ligă Iugoslavă (1): 1937-38